# 李瀷
李瀷（1681年10月18日—1763年12月17日），字自新，號星湖，朝鮮王朝后期的文臣，實學者兼性理學者，經濟理論家。朝鲜实学“星湖派”（“经学派”）的代表人物。
李瀷是南人系统的两班，任官职不得志，退隐著述，致力培养青年，自成一派，把实学推到了新的阶段。政治上反对官僚和土豪兼并土地，主张实行按户分配土地的均田法。抨击门阀和等级制度，将蓄婢、两班、科举、僧侣、浪费、怠惰斥之为“六蠹”。主张在重视农业的前提下发展商业经济。哲学上以“气”解释宇宙的起源。认为自然的变化是阴阳二气相互作用的结果，人的生死则是“气”的聚散，反对把天灾变异和人的吉凶祸福联系在一起。认定人依靠头脑认识事物，提倡广泛研究社会和自然科学，大胆摄取欧洲先进技术。著作涉及天文、地理、军事、文艺等方面，经其弟子编成《星湖集》和《星湖僿说类选》。

## 著作
- 星湖僿說
- 星湖文集
- 李子粹語
- 星湖疾書
- 藿憂錄

## 外部連結
- 星湖李瀷記念館 （页面存档备份，存于） 